# Audi A4 allroad quattro
Audi A4 Allroad Quattro — позашляхова версія автомобіля Audi A4 Avant.

## Перше покоління (B8)

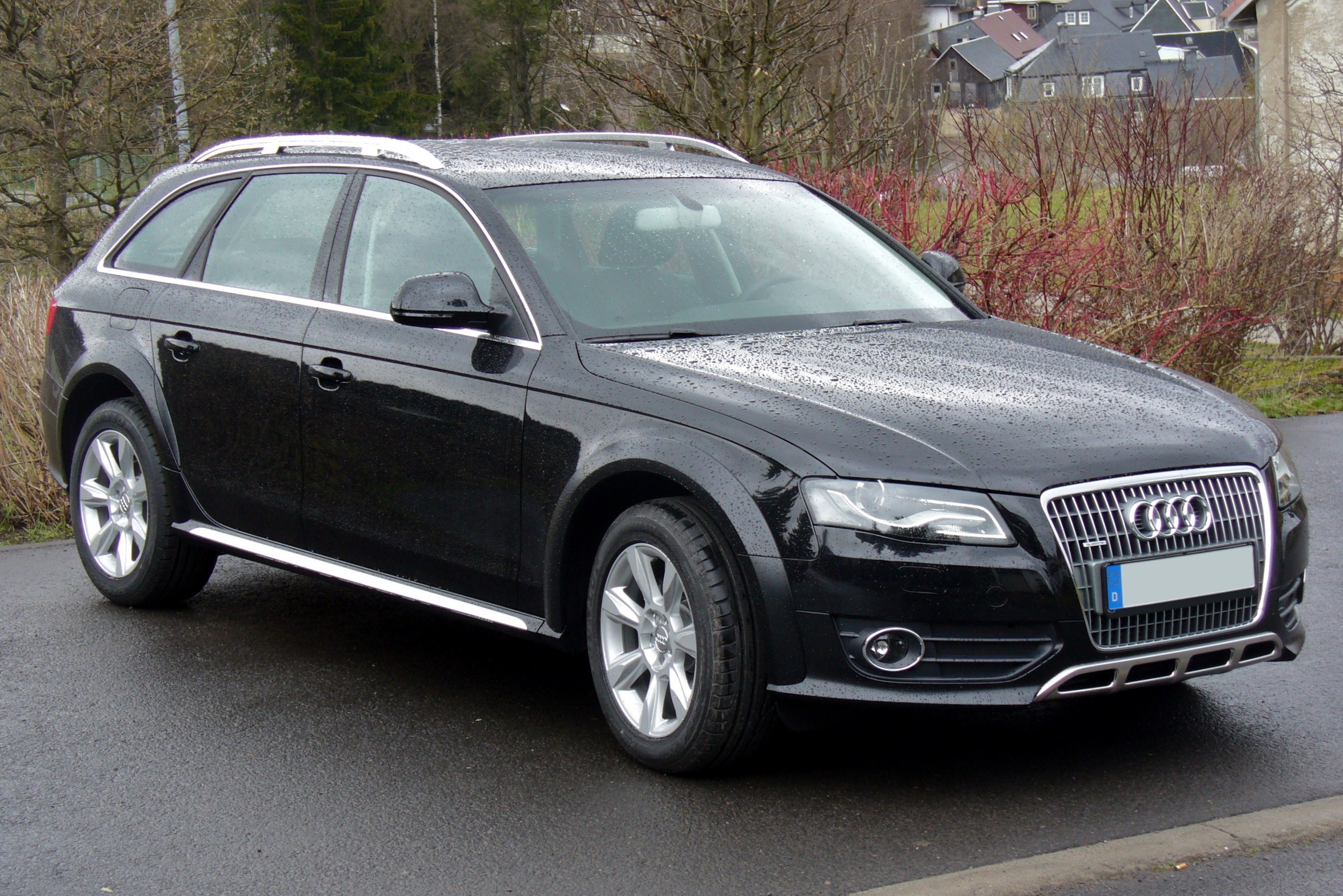
Audi A4 allroad quattro (2009-2011)

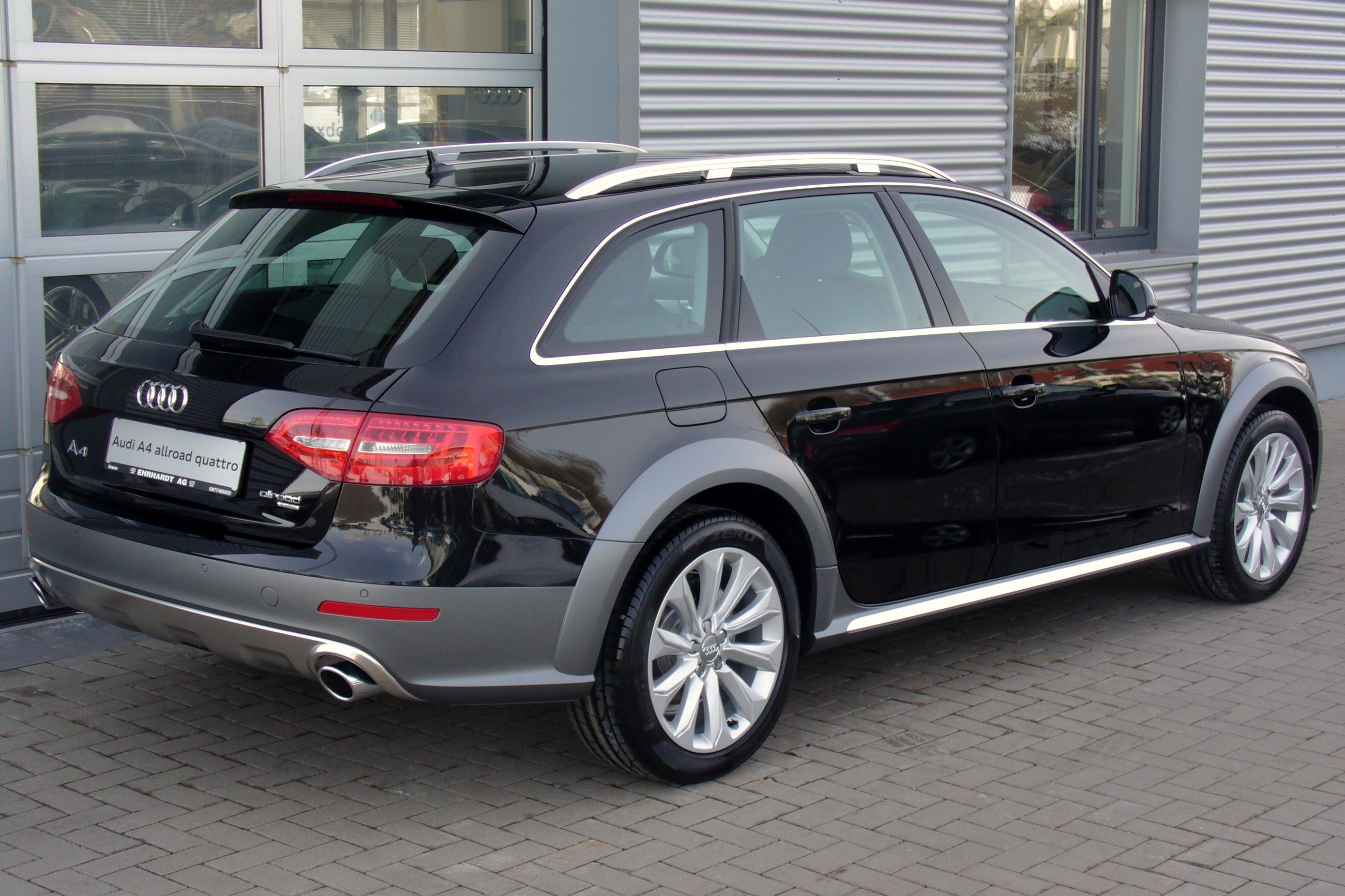
Audi A4 allroad quattro (2009-2011)

Перше покоління моделі вийшло на ринок навесні 2009 року і збудоване на базі Audi A4 B8. 
Як і Audi A4 B8 версія Allroad Quattro була модернізована восени 2011 року.
Audi A4 Allroad Quattro відрізняється від стандартної A4 Avant постійним повним приводом, збільшеним до 18 сантиметрів дорожнім просвітои (на 37 мм більше, ніж стандартна модель), а також захисними накладкадками на крилах, порогах і бамперах спереду і ззаду.

### Двигуни
- 2.0 TFSI І4 211 к.с.
- 2.0 TFSI І4 225 к.с.
- 2.0 TDI DPF І4 143 к.с.
- 2.0 TDI DPF І4 150 к.с.
- 2.0 TDI DPF І4 170 к.с.
- 2.0 TDI DPF І4 177 к.с.
- 2.0 TDI DPF І4 190 к.с.
- 3.0 TDI DPF V6 240 к.с.
- 3.0 TDI DPF V6 245 к.с.

## Друге покоління

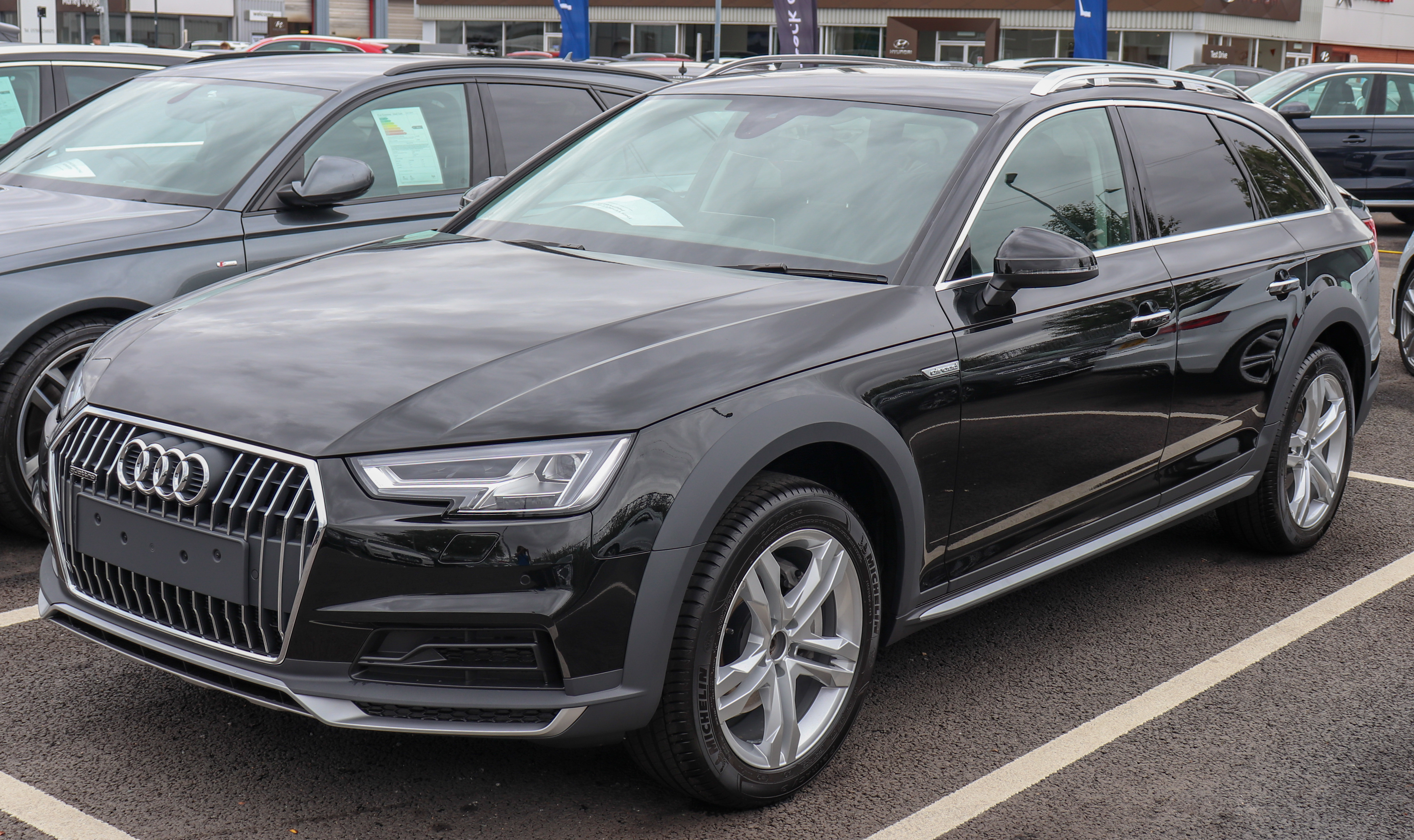
Audi A4 allroad quattro (з 2016)

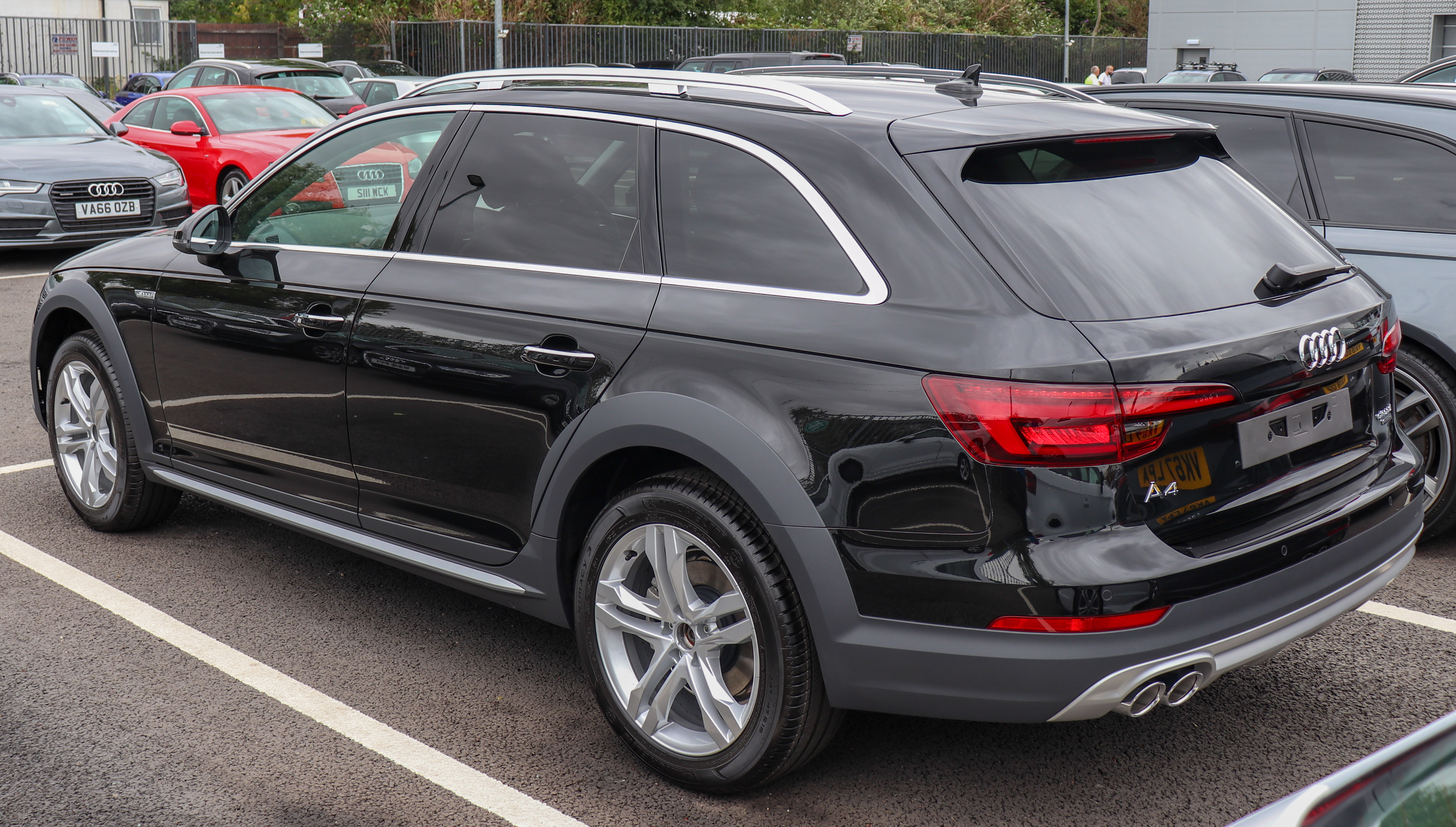
Audi A4 allroad quattro (з 2016)

Друге покоління Audi A4 allroad quattro представлене в січні 2016 року на автосалоні в Детройті і збудоване на основі A4 B9.
Залежно від розміру коліс, A4 allroad quattro має на 24-34 мм більший дорожній просвіт в порівнянні з звичайною моделлю. Вперше для allroad quattro доступна адаптована підвіска, з якою твердість амортизаторів може бути налаштована в електронному вигляді.

### Двигуни
- 2.0 TFSI І4 252 к.с.
- 2.0 TDI DPF І4 150 к.с.
- 2.0 TDI DPF І4 163 к.с.
- 2.0 TDI DPF І4 190 к.с.
- 3.0 TDI DPF V6 218 к.с.
- 3.0 TDI DPF V6 272 к.с.